# Улица Беляева (Калуга)
Улица Беляева — улица в исторической части Калуги, проходит от Первомайской улицы к реке Ока, заканчиваясь в промзоне. Протяжённость улицы около 560 м.

## История
Запланирована на градостроительном плане Калуги 1778 года. Историческое название — Знаменский переулок, было дано по располагавшейся вблизи Знаменской церкви (возведена в камне в начале XVIII века). В советское время получила наименование — улица Коммуны.
Современное название, с 4 октября 1963 года, в память уроженца Калуги, советского военнослужащего, участника Великой Отечественной войны, Героя Советского Союза Бориса Беляева (1917—1945), родительский дом Бориса находился неподалёку — современный д. 53 на Первомайской улице. Мемориальная доска Б. Беляеву установлена на здании бывшей школы № 7, где он учился (находится на соседней улице — ул. Кутузова, 18). Мемориальная доска улицы установлена на доме на углу с улицей Салтыкова-Щедрина (д. 44).
В бывших Кричевских казармах в начале улицы (д.3) до революции 1917 года размещались подразделения 3-й артиллерийской бригады, в 1920-х годах — 242-й стрелковый полк 81-й дивизии, позже — танковая бригада Ротмистрова. Сейчас здание занимает автошкола Всероссийского общества автомобилистов.

## Достопримечательности

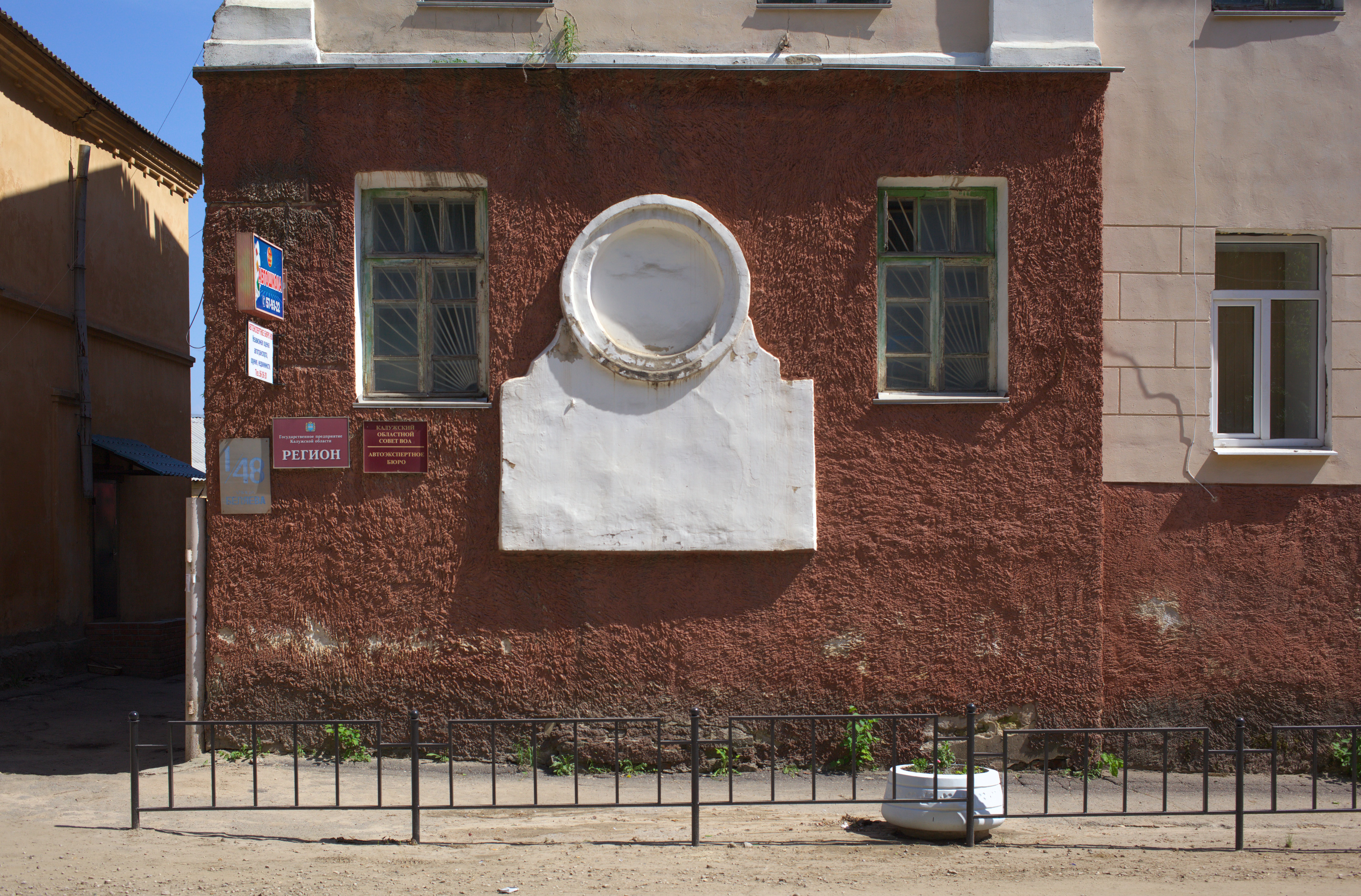
д. 1/48. Оригинальный элемент фасада утрачен

д. 1 — Артиллерийская (Кричевская) казарма (2-я треть XIX в.)